# Instinctus Bestialis
Instinctus Bestialis este cel de-al al nouălea album de studio al formației Gorgoroth.

## Lista pieselor
| No. | Title                          | Length |
| --- | ------------------------------ | ------ |
| 1.  | Radix Malorum                  | 3:14   |
| 2.  | Dionysian Rite                 | 4:05   |
| 3.  | Ad Omnipotens Aeterne Diabolus | 5:45   |
| 4.  | Come Night                     | 2:41   |
| 5.  | Burn in His Light              | 4:02   |
| 6.  | Rage                           | 4:03   |
| 7.  | Kala Brahman                   | 5:23   |
| 8.  | Awakening                      | 2:07   |

## Personal
- Infernus - chitară, producție
- Tomas Asklund - baterie
- Bøddel - chitară bas
- Atterigner - solist